# Famechon (Passo di Calais)
Famechon è un comune francese di 124 abitanti situato nel dipartimento del Passo di Calais nella regione dell'Alta Francia.

## Società

### Evoluzione demografica
Abitanti censiti